# بخش مرکزی شهرستان سربیشه
بخش مرکزی شهرستان سربیشه یکی از بخش‌های شهرستان سربیشه در استان خراسان جنوبی ایران است.

## تقسیمات کشوری
- بخش مرکزی شهرستان سربیشه
  - دهستان غیناب با جمعیت  نفر
  - دهستان مومن آباد با جمعیت ۹۹۹۷ نفر

شهرها: سربیشه

## جمعیت
بنابر سرشماری مرکز آمار ایران، جمعیت بخش مرکزی شهرستان سربیشه در سال ۱۳۸۵ برابر با ۲۵،۷۸۸ نفر بوده است.